# Distretto di Wenjiang
Il distretto di Wenjiang (温江区S, Wēnjiāng QūP) è un distretto della Cina, situato nella provincia di Sichuan e amministrato dalla città sub-provinciale di Chengdu.